# Karl Prümer

Karl Prümer

Karl Prümer (* 23. Mai 1846 in Dortmund; † 26. Januar 1933 ebenda; Pseudonyme: Johannes Kruse, Klaus Thomä, Rudolf Gerlach) war ein deutscher Verleger und Schriftsteller. Er publizierte viele Schriften zur Heimatliteratur und in westfälischer Mundart.

## Leben
Karl Prümer wurde am 23. Mai 1846 in Dortmund als Sohn des Ehepaars Carl und Sophie Prümer geboren. Er hatte vier Brüder und eine Schwester. Der 1815 geborene Vater stammte aus Schwelm und war evangelischer Pfarrer an der Dortmunder Marienkirche. Die Mutter war Tochter des Dortmunder Rechtsanwalts und Ratsherrn Friedrich Schmidts.
Karl Prümer besuchte das Dortmunder Gymnasium vermutlich bis zur Prima und begann 1865 eine Lehre in einer Elberfelder Buchhandlung. Er ging auf Wanderschaft und machte Bekanntschaft mit Autoren, Verlegern und Wissenschaftler, beispielsweise in Hamburg mit Klaus Groth, in Graz mit Peter Rosegger oder in Rom mit Theodor Mommsen. Seine letzte Station war seit 1872 Wien, wo er anlässlich der Weltausstellung tätig war. Nach der Weltausstellung kehrte er nach Dortmund zurück. Prümer zog 1906 nach München, 1910 nach Bochum und danach wieder nach Dortmund zurück. Er war verheiratet mit Anna Prümer, geborene Foltz († 1933), mit der er zusammen drei Töchter hatte. Karl Prümer starb am 26. Januar 1933 im Alter von 85 Jahren in Dortmund. Er erhielt ein Ehrengrab auf dem Hauptfriedhof Dortmund.

## Leistungen
Nach seiner Rückkehr aus Wien 1873 gründete Karl Prümer in Dortmund gegenüber dem Gymnasium eine Buchhandlung mit Verlag und Druckerei, verkaufte diese aber bereits 1877 wieder an Herrmann Julius Meyer, um selbst schriftstellerisch tätig sein zu können. Er gründete zunächst die Wochenschrift Der Fortschritt, die aber bereits 1878 wieder eingestellt wurde. Daraufhin veröffentlichte er 1881 sein erstes plattdeutsches Buch Dä Westfälsche Ulenspeigel. Lustige Historien füör Unlustige, sein wohl bekanntestes Werk. Im Jahr 1886 versuchte er sich erneut als Verleger und diesmal auch als Redakteur mit der freisinnigen, zweimal wöchentlich erscheinenden Neuen Westfälischen Zeitung für die nördlichen Dortmunder Stadtteile. Als Beiblatt erschien die satirische Zweiwochenschrift Dortmunder Tante. Bereits 1890 wurde auch diese Zeitung eingestellt. Auch während seiner verlegerischen Tätigkeit hatte er 1889 das Buch Geschichten un Gestalten ut Westfolen veröffentlicht, 1891 folgte Dä Chronika van Düöpm. Damit war Prümer „der plattdeutsche Dichter der westfälischen Mark“ (Joseph Risse). Prümer schrieb auch in hochdeutscher Sprache, so zum Beispiel Westfälische Dorfgeschichten (1920/1921) oder unter dem Pseudonym Johannes Kruse Der Armeleutepastor. Ein Lebens- und Kulturbild aus altwestfälischer Zeit (1908).
Prümers Verdienst liegt vor allem in seiner volkskundlichen und kulturgeschichtlichen Arbeit. So sammelte er westfälische Schwänke, Anekdoten, Sprichwörter, Reime, Volks- und Kinderlieder und veröffentlichte sie in Werken wie Westfälische Volksweisheiten (1881) oder Grüß dich Gott, Westfalenland! (1890). Prümer war Mitherausgeber der Blätter für rheinisch-westfälische Volkskunde. Auch als Dortmunder Chronist trat er in Erscheinung, zu nennen sind hier vor allem die Bilder aus Alt-Dortmund (1925–1929), die den Wandel Dortmunds von einer Ackerbürger- zu einer Industriestadt dokumentieren.
Neben diesem breiten Hauptwerk schrieb Prümer auch noch unterschiedliche Gelegenheitsarbeiten wie beispielsweise Die Ausbeutung der Arbeiter und die Ursachen ihrer Verarmung. Ein Beitrag zur socialen Frage (1886) oder Zur Geschichte des Gewerbevereins 1840–1890 (1890). Er engagierte sich außerdem in zahlreichen Dortmunder Vereinen wie dem Historischen Verein für Dortmund und die Grafschaft Mark, dem Verein für rheinische und westfälische Volkskunde, der Vereinigung von Freunden der Stadtbibliothek, der Literarischen Gesellschaft Dortmund oder den Freimaurern.

## Auszeichnungen
Anlässlich seines 80. Geburtstags ehrte ihn die Stadt Dortmund mit der Benennung einer Straße und der Gewährung eines Ehrensolds. In Bochum wurde nach dem Zweiten Weltkrieg eine Straße, im Namensverbund „Heimatdichter/Heimatdichterin mit örtlicher Bedeutung“, nach ihm benannt.

## Werk
- Dä Westfölsche Ulenspeigel. Lustige Historien füör Unlustige. Prümer, Dortmund 1880, urn:nbn:de:hbz:6:1-60921.
- Dä Westfölsche Ulenspeigel. Lustige Historien füör Unlustige. Prümer, Dortmund 1891, urn:nbn:de:hbz:6:1-60951.
- Hacketauerlieder in Hoch und Platt. Gedichtet von einem Landstürmer. Prümer, Dortmund 1886.
- Die Ausbeutung der Arbeiter und die Ursachen ihrer Verarmung. Ein Beitrag zur socialen Frage. Prümer, Dortmund 1886.
- Geschichten un Gestalten ut Westfolen. Nebst Liederanhang. Soltan, Norden 1889.
- Grüß dich Gott, Westfalenland!. Unsere Heimath in Lied und Sang. Prümer, Dortmund 1890, urn:nbn:de:hbz:6:1-78212.
- Zur Geschichte des Gewerbevereins 1840–1890. Festschrift zum 50jährigen Jubiläum des Gewerbe-Vereins zu Dortmund. Gewerbe-Verein, Dortmund 1890.
- Dä Chronika van Düöpm. Ernste und spassige Epistel met allerlei schäune Biller. In: Chronika niederdeutscher Städte. Band 1. Lenz, Leipzig 1891, urn:nbn:de:hbz:6:1-2898.
- De Dod as Richter un annern Sang. Lenz, Leipzig 1908.
- Der Armeleutepastor. Ein Lebens- und Kulturbild aus altwestfälischer Zeit. Lenz, Leipzig 1908.
- Karl Prümer (Hrsg.): Aus Altwestfalen. Volkskundliche und kulturgeschichtliche Beiträge. Lenz, Leipzig 1908.
- Unsere westfälische Heimat und ihre Nachbargebiete. Landschaftliche und bauliche Schönheiten, Landesgebiete, Städte und Ortschaften, Volksseele, Sitten und Gebräuche, Sagen, Landwirtschaft, Handel und Industrie. Ziegenhirt, Leipzig 1909.
- Gesellschaft Casino zu Dortmund 1812–1912. Eine Gedenkschrift zum hundertjährigen Jubel-Fest am 27. November 1912 in Dortmund. Dortmund 1912.
- Westfälische Dorfgeschichten. Band 1–4 (1920–1921). Lensing, Dortmund.
- Volksweisheit aus der Grafschaft Mark. Plattdeutsche Sprichwörter, Redensarten, Volkslieder, Reime und Kinderlieder. In: Karl Prümer (Hrsg.): Westfälische Volksweisheit. 2. Auflage. Lenz, Leipzig 1924.
- Bilder aus Alt-Dortmund. Band 1–3 (1925–1929). Krüger, Dortmund, urn:nbn:de:hbz:6:1-9301.